# 格林縣 (賓夕法尼亞州)
格林縣（英語：Greene County）是美国宾夕法尼亚州西南角的一個郡，南、西界西維吉尼亞州，面積1,497平方公里。根據2020年美國人口普查，共有人口35,954人。縣治韋恩斯堡。該縣成立於1796年2月9日。縣名紀念美國獨立戰爭將領納撒尼爾·格林。